# Europska politička stranka
Europska politička stranka, pozanata i pod nazivom Eurostranka, koristi se kao pojam političke stranke na razini Europske unije. U biti su one udružene političke stranke na razini Europe koje djeluju u institucijama EU poput Europskog parlamenta. Eurostranke su financirane i regulirane od strane EU, a njihov rad nadzire Autoritet za europske političke stranke i europske političke fondacije (APPF).
Europske političke stranke – većinski sastavljene od nacionalnih političkih stranaka i nekolicine nezavisnih zastupnika – imaju pravo na kampanju tijekom izbora za Europski parlament. Većina europskih političkih stranaka prije izbora izabere Spitzenkandidata, odnosno preferiranu osobu za poziciju predsjednika Europske komisije.
Europske političke stranke u Europskom parlamentu djeluju u klubovima zastupnika.

## Trenutačne europske političke stranke
| Ime | Ime  | Ime                                           | Ideologija                               | Utemeljenje | Europski parlament | Europski parlament                              | Hrvatske stranke                    |
| --- | ---- | --------------------------------------------- | ---------------------------------------- | ----------- | ------------------ | ----------------------------------------------- | ----------------------------------- |
| Ime | Ime  | Ime                                           | Ideologija                               | Utemeljenje | Zatupnici          | Klub zastupnika                                 | Hrvatske stranke                    |
|     | EPP  | Europska pučka stranka                        | demokršćanstvo, konzervativizam          | 1976.       | 174 / 705          | Pučani (EPP Group)                              | HDZ                                 |
|     | PES  | Stranka europskih socijalista                 | socijaldemokracija                       | 1992.       | 131 / 705          | Progresivni savez socijalista i demokrata (S&D) | SDP                                 |
|     | ALDE | Savez liberala i demokrata za Europu          | liberalizam                              | 1976.       | 67 / 705           | Renew Europe                                    | IDS, HSLS, HNS, Centar, Fokus, GLAS |
|     | IDP  | Stranka identiteta i demokracije              | euroskepticizam, populizam, nacionalizam | 2014.       | 58 / 705           | Identitet i demokracija (ID)                    |                                     |
|     | EGP  | Europska zelena stranka                       | zelena politika                          | 2004.       | 57 / 705           | Zeleni/ESS (Greens/EFA)                         | Možemo!                             |
|     | ECRP | Stranka europskih konzervativaca i reformista | konzervativizam, euroskepticizam         | 2009.       | 51 / 705           | Europski konzervativci i reformisti (ECR)       | Hrvatski suverenisti                |
|     | PEL  | Stranka europske ljevice                      | ljevica, socijalizam                     | 2004.       | 27 / 705           | Ljevica u Europskom parlamentu (GUE/NGL)        | RF                                  |
|     | EDP  | Europska demokratska stranka                  | centrizam                                | 2004.       | 11 / 705           | Renew Europe                                    |                                     |
|     | EFA  | Europski slobodni savez                       | regionalizam                             | 1981.       | 10 / 705           | Zeleni/ESS, ECR                                 |                                     |
|     | ECPM | Europski kršćanski politički pokret           | demokršćanstvo, konzervativizam          | 2005.       | 5 / 705            | ECR, Pučani                                     |                                     |

## Poveznice
- Europska unija
- Europski parlament